# Madarász Gábor (zenész)
Madarász Gábor (Sopron, 1967. december 15. –) magyar gitáros, billentyűs, zeneszerző.

## Élete
A soproni Berzsenyi Dániel Gimnáziumba járt, zenészi pályafutását az 1990-es években a helyi Radir, később October együttesben. A zenekar a U2-hoz hasonlított. A zenekar énekese Rácz Erik volt, aki később énekesi pályafutását Mr. Rick néven folytatta. Több rádiófelvételt készítettek, előszerződést kötöttek a Proton kiadóval, de a lemez mégsem született meg, mert a zenekar személyi ellentétek és művészi elképzelésbeli különbségek miatt feloszlott. 
Ezután Bécsben az American Institute of Music intézményben gitározni tanult, majd Pierrot háttérzenésze lett. Különböző formációkban gitározott (Azok a fiúk, Mex). 1993 és 2001 között Ákos gitárosa és zeneszerzője volt. Lemezein és a koncertjein is közreműködött, ezzel párhuzamosan TV műsor, reklám- és filmzenéket szerzett.
Többek között az ő nevéhez fűződik az Állítsátok meg Terézanyut! filmváltozatának zenéje, 2005-ben ő szerezte a Csak szex és más semmi zenéjét, főcímdalát, amit Magyar Hajnal énekelt, és végfőcímdalát amit Keresztes Ildikó adott elő, 2007-ben a Konyec – Az utolsó csekk a pohárban zenéjét, 2008-ban pedig a Kaméleonét. A film végfőcímdalát Rúzsa Magdi énekelte, akinek 2006-tól a gitárosa, lemezein és a koncertjein is közreműködik. 2009-től Földes Lászlóval is együtt zenél.